# كوه دازان (شميل)
کوه دازان (بالفارسية: کوه دازان) هي قرية تقع في إيران في قسم شمیل الريفي. يقدر عدد سكانها بـ 274 نسمة بحسب إحصاء 2016.